# Saison 21 de Détective Conan
Chronologie
Saison 20 de Détective Conan Saison 22 de Détective Conan

La saison 21 de Détective Conan a été diffusée du 9 janvier 2016 au 24 décembre 2016 (épisodes 804 à 844) sur Nippon TV. Elle est composée de 41 épisodes.
Le quarante-deuxième opening (épisodes 804 à 816) intitulé Hane, est interprété par le chanteur de J-rock Kōshi Inaba. Le quarante-troisième opening (épisode 817 à 844) intitulé Sekai wa Anata no iro ni Naru est interprété par le groupe de J-rock B'z.
Le cinquantième ending (épisodes 804 à 812) intitulé Unmei no Roulette Mawashite, est interprété par le groupe de J-pop La PomPon. Le cinquante-et-unième ending (épisodes 813 à 826) intitulé Futari no Byōshin est interprété par le chanteur de J-pop Takuto. Le cinquante-deuxième ending (épisode 827 à 842) intitulé Sawage Life est interprété par la chanteuse de J-pop Mai Kuraki. Le cinquante-troisième ending (épisode 843 à 864) intitulé YESTERDAY LOVE est interprété par la chanteuse de J-pop Mai Kuraki.
| No | Titre français                                                                                   | Titre japonais                               | Titre japonais                                     | Date de 1re diffusion |
| No | Titre français                                                                                   | Kanji                                        | Rōmaji                                             | Date de 1re diffusion |
| --- | ------------------------------------------------------------------------------------------------ | -------------------------------------------- | -------------------------------------------------- | --------------------- |
| 804 - SP32 | Conan, Ebizô et le mystère d'un classique du kabuki - 1re partie (épisode spécial de 45 minutes) | コナンと海老蔵 歌舞伎十八番ミステリー(前編)  | Konan to Ebizō Kabuki Jūhachiban Misuterī - Zenpen | 9 janvier 2016        |
| 805 - SP33 | Conan, Ebizô et le mystère d'un classique du kabuki - 2e partie (épisode spécial de 45 minutes)  | コナンと海老蔵 歌舞伎十八番ミステリー (後編) | Konan to Ebizō Kabuki Jūhachiban Misuterī - Kōhen  | 16 janvier 2016       |
| Conan rencontre un célèbre acteur de kabuki, Ichikawa Ebizô, après avoir sauvé un homme, M. Hosô, dont les freins de voiture avaient été sabotés. Celui-ci apportait justement à l’acteur pour ses répétitions un masque Niomote d’une valeur inestimable. Peu de temps après, le secrétaire de M. Hosô est retrouvé mort dans sa voiture, la malette contenant le masque ouverte à ses côtés, et vide. Conan part dans une enquête aux soubresauts plein de mystères, aux dangers récurrents, mais il peut compter sur l’amitié des détectives juniors, sur l’amour de Ran et bien sûr sur un homme d’exception : Ebizô Ichikawa. |                                                                                                  |                                              |                                                    |                       |
| 806 | L'illusion du ventriloque - 1re partie                                                           | 腹話術氏師の錯覚 (前編)                      | Fukuwajutsushishi no Sakkaku - Zenpen              | 30 janvier 2016       |
| 807 | L'illusion du ventriloque - 2e partie                                                            | 腹話術氏師の錯覚 (後編)                      | Fukuwajutsushishi no Sakkaku - Kōhen               | 6 février 2016        |
| Kogorô est invité à un spectacle de ventriloquie façon « murder partie ». Le ventriloque souhaite qu’il assure la protection de sa femme car, possédé par sa marionnette, il pourrait la tuer. Kogorô refuse mais le lendemain, l’apprenti du ventriloque l’appelle pour lui annoncer la triste nouvelle. |                                                                                                  |                                              |                                                    |                       |
| 808 | L'Auberge du Kamaitachi - 1re partie (files : 909-912/tome : 86)                                 | かまいたちの宿 (前編)                        | Kamaitachi no Yado - Zenpen                        | 13 février 2016       |
| 809 | L'Auberge du Kamaitachi - 2e partie (files : 909-912/tome : 86)                                  | かまいたちの宿 (後編)                        | Kamaitachi no Yado - Kōhen                         | 20 février 2016       |
| Hattori Heiji invite dans les montagnes de Nagano Kogorô et les siens. Il leur révèle une photo ou une mystérieuse bête, le kamaïtachi, aurait été pris marchant sur l’eau et portant une faux. Peu après, Kogorô, Heiji et une reporter sont attaqués par le monstre, vraisemblablement assoiffé de sang. |                                                                                                  |                                              |                                                    |                       |
| 810 | La police départementale plongée dans les Ténèbres - 1re partie (files : 913-917/tomes : 86-87)  | 県警の黒い闇 (前編)                          | Kenkei no Kuroi Yami - Zenpen                      | 27 février 2016       |
| 811 | La police départementale plongée dans les Ténèbres - 2e partie (files : 913-917/tomes : 86-87)   | 県警の黒い闇 (後編)                          | Kenkei no Kuroi Yami - Chūhen                      | 5 mars 2016           |
| 812 | La police départementale plongée dans les Ténèbres - 3e partie (files : 913-917/tomes : 86-87)   | 県警の黒い闇（後編）                         | Kenkei no Kuroi Yami - Kōhen                       | 12 mars 2016          |
| La police de Nagano vit des heures sombres. Le dieu de la guerre s’est lancé dans un processus d’éradication d’un groupe infiltré dans la police : la société des piverts. Après avoir rencontré par hasard l’équipe policière de Kansuke Yamato (516), la découverte d’une tête humaine dans la rivière propulse Conan, Ran et Kogorô dans l’enquête. Conan repense à la description de Rhum par Haibara, et suspecte l’inspecteur Yamato, ainsi que le commissaire de Nagano, Hyōe Kuroda. |                                                                                                  |                                              |                                                    |                       |
| 813 | L'Ombre qui épiait Amuro                                                                         | 安室に忍び寄る影                             | Amuro ni Shinobiyoru Kage                          | 16 avril 2016         |
| De bon matin au café Poirot pour le petit déjeuné, Conan est intrigué par un client peu ordinaire qui fixe fortement Amuro. Revenant l’après-midi et le croisant encore au café, les détectives juniors enquêtent. Cet épisode sert de prologue au film 20. |                                                                                                  |                                              |                                                    |                       |
| 814 | Le meurtre à huis clos d'une actrice blogueuse - 1re partie (files : 918-920/tome : 87)          | ブログ女優の密室事件 (前編)                  | Burogu Joyū no Misshitsu Jiken - Zenpen            | 23 avril 2016         |
| 815 | Le meurtre à huis clos d'une actrice blogueuse - 2e partie (files : 918-920/tome : 87)           | ブログ女優の密室事件 (後編)                  | Burogu Joyū no Misshitsu Jiken - Kōhen             | 30 avril 2016         |
| Agasa a gagné une entrée à volonté dans un salon pour déguster des gâteaux miniature. Il y emmène Aï et les enfants. Là, ils y rencontrent 2 blogueuses en compétition qui ne s’aiment guère. En fin d’après-midi, une des deux femmes est retrouvé morte en chambre close. Conan et Aï parlent des Hommes en noirs. |                                                                                                  |                                              |                                                    |                       |
| 816 | Un extra-terrestre gentil mais malchanceux                                                       | 残念でやさしい宇宙人                         | Zan'nen de Yasashii Uchūjin                        | 7 mai 2016            |
| Pour redonner le sourire à un garçon, un homme se déguise en extra-terrestre, mais à sa vue, un 2e homme tombe des marches et meurs. Coïncidence ? |                                                                                                  |                                              |                                                    |                       |
| 817 | La fiancée disparue                                                                              | 消えたフイアンセ                             | Kieta Fianse                                       | 14 mai 2016           |
| Un fils de bonne famille et héritier de son empire charge Kogorô de retrouver sa fiancée récemment disparue. |                                                                                                  |                                              |                                                    |                       |
| 818 | La poursuite enragée de Kogorô - 1re partie                                                      | 小五郎、怒りの大追跡 (前編)                  | Kogorō, Ikari no Daitsuiseki - Zenpen              | 21 mai 2016           |
| 819 | La poursuite enragée de Kogorô - 2e partie                                                       | 小五郎、怒りの大追跡 (後編)                  | Kogorō, Ikari no Daitsuiseki - Kōhen               | 28 mai 2016           |
| Risa Purple, chanteuse populaire, va bientôt débuter son concert. Kogorô a été choisi pour être son garde du corps le temps de la soirée. Alors que débute les festivités, Risa est enlevée ou plutôt Ran déguisée en elle et venue à sa rescousse. De là, Kogorô part à la poursuite de ses ravisseurs. |                                                                                                  |                                              |                                                    |                       |
| 820 | Les sept suspects dans un hall d'attente                                                         | 待合室の7人                                  | Machiaishitsu no Nana-nin                          | 4 juin 2016           |
| Un typhon paralyse les trains du pays, bloquant Ran, Kogorô et Conan dans une gare avec 7 autres individus. Bloqués pour la nuit, une femme perd patience et quitte la gare. Un bruit de revolver; elle est assassinée. Qui des 6 individus restant est le ou la meurtrière ? |                                                                                                  |                                              |                                                    |                       |
| 821 | Le Secret du temple Dongara                                                                      | 米国寺が隠す秘密                             | Beikoku-dera ga Kakusu Himitsu                     | 11 juin 2016          |
| Les agents Takagi et Chiba enquêtent sur un voleur au larcin de 30 millions de yens. Parallèlement à cela, Un chef de chantier fait appel à Kogorô pour enquêter sur une menace de malédiction s’il venait à continuer les travaux entrepris au temple Dongara. |                                                                                                  |                                              |                                                    |                       |
| 822 | Suspicion d'un couple enflammé - 1re partie (files : 925-927/tomes : 87-88)                      | 容疑者は熱愛カップル (前編)                  | Yōgisha wa Netsuai Kappuru - Zenpen                | 18 juin 2016          |
| 823 | Suspicion d'un couple enflammé - 2e partie (files : 925-927/tomes : 87-88)                       | 容疑者は熱愛カップル (後編)                  | Yōgisha wa Netsuai Kappuru - Kōhen                 | 25 juin 2016          |
| Drame. Le footballeur Ryūsuke Higo et la vedette Yōko Okino ont été photographiés ensemble dans les rues de Tokyo. Haibara et Kogorô, tous deux dévastés, décident de s’allier pour tirer les choses au clair. Avec Conan, ils retrouvent les tourtereaux au restaurant tenu par un ancien footballeur et ami de Ryosuke. Cet homme ne viendra pas les saluer, ce sont eux qui viendront rendre hommage à son cadavre. |                                                                                                  |                                              |                                                    |                       |
| 824 | Les détectives juniors s'abritent de la pluie                                                    | 少年探偵団の雨宿り                           | Shōnen Tantei-dan no Amayadori                     | 9 juillet 2016        |
| Les enfants retournent à leur campement à pieds lorsqu’une pluie et une envie pressante de Genta se présentent. Nos héros rentrent alors dans une maison, véritable caverne d’Ali Baba de jouets. Ils y débusquent 2 cambrioleurs, une femme en danger et un cadavre. |                                                                                                  |                                              |                                                    |                       |
| 825 | La renversante affaire du parc à marées                                                          | 潮入り公園逆転事件                           | Shio-iri Kōen Gyakuten Jiken                       | 16 juillet 2016       |
| Kogorô, Ran et Conan sont en visite dans un parc naturel possédant un étang qui a la particularité d’évoluer en fonction des marées. Au moment où l’eau se retire, un pont réapparaît et avec lui le corps inerte d’un puissant PDG de la région. |                                                                                                  |                                              |                                                    |                       |
| 826 | Beauté, Mensonges et Secret                                                                      | 美女とウソと秘密                             | Bijo to Uso to Himitsu                             | 23 juillet 2016       |
| Il y a une semaine, un voleur a braqué un coffre chez un particulier et l’a tué. Ce soir, la jeune épouse vient récupérer sa voiture dans un parking à étages lorsque le voleur refait son apparition. Quelques instants après, le voleur est mort, chuté du parking; la jeune épouse choquée. |                                                                                                  |                                              |                                                    |                       |
| 827 | Des rāmen si bons… qu’on en mourrait II - 1re partie (files : 928-930/tome : 88)                 | 死ぬほど美味いラーメン2 (前編)               | Shinuhodo umai Rāmen 2 - Zenpen                    | 30 juillet 2016       |
| 828 | Des rāmen si bons… qu’on en mourrait II - 2e partie (files : 928-930/tome : 88)                  | 死ぬほど美味いラーメン2 (後編)               | Shinuhodo umai Rāmen 2 - Kōhen                     | 6 août 2016           |
| À force de parler ramen, Sonoko, Ran & Masumi vont en manger dans le célèbre resto à ramen (644-45). Là, ils y rencontrent l’agente Yumi et sa coéquipière qui surveillent de près 3 habitués du restaurant, 2 hommes et une femme, soupçonnés d’avoir commis un meurtre quelques jours plus tôt. Yumi recroise son ancien amoureux. |                                                                                                  |                                              |                                                    |                       |
| 829 | Le mystérieux garçon                                                                             | 不思議な少年                                 | Fushigi na Shōnen                                  | 13 août 2016          |
| Le propriétaire d’un magasin de jouets commet un homicide. Tout semblait parfait, mais en faisant régulièrement des essais pour commettre son méfait, l’attention des détectives juniors fut titillée. L’esprit du Shinichi Kudo de 7 ans revient lui faire entendre raison. |                                                                                                  |                                              |                                                    |                       |
| 830 | Le chalet entouré de zombies - 1re partie (files : 931-935/tome : 88)                            | ゾンビが囲む別荘 (前編)                      | Zonbi ga Kakomu Bessō - Zenpen                     | 3 septembre 2016      |
| 831 | Le chalet entouré de zombies - 2e partie (files : 931-935/tome : 88)                             | ゾンビが囲む別荘 (中編)                      | Zonbi ga Kakomu Bessō - Chūhen                     | 10 septembre 2016     |
| 832 | Le chalet entouré de zombies - 3e partie (files : 931-935/tome : 88)                             | ゾンビが囲む別荘 (後編)                      | Zonbi ga Kakomu Bessō - Kōhen                      | 17 septembre 2016     |
| Après avoir regardé un film de zombie avec Yoko Okino, Kogorô emmène Ran et Conan en pèlerinage au manoir qui a servi de décor. Là, ils croisent Heiji et Kazuha venus car des zombies y auraient été aperçus. Une équipe de tournage venue filmer un trailer est aussi présente. Au cours de la journée, le producteur est retrouvé mort. A priori, il se serait suicidé. Toutefois, cette mort semble liée à une plus ancienne. Les disparus peuvent-ils revenir ? Ran, elle, croit revoir Shinichi. |                                                                                                  |                                              |                                                    |                       |
| 833 | La faiblesse du célèbre détective                                                                | 名探偵に弱点あり                             | Meitantei ni jakuten ari                           | 24 septembre 2016     |
| En pleine course poursuite, Kogorô est pris de vertige et s’arrête. Le voleur réussit à s’échapper, et par mégarde laisse choir son pistolet. Plus tard, un homme se fait tirer dessus avec le même pistolet. Les menaces continuent et Kogorô doit vaincre sa peur. |                                                                                                  |                                              |                                                    |                       |
| 834 | L'homme qui mourut deux fois - 1re partie                                                        | 二度死んだ男 (前編)                          | Ni-do shinda otoko (zenpen)                        | 1er octobre 2016      |
| 835 | L'homme qui mourut deux fois - 2e partie                                                         | 二度死んだ男 (後編)                          | Ni-do shinda otoko (kōhen)                         | 8 octobre 2016        |
| Conan et Kogorô entendent un cri. Arrivés sur place, un homme vient de planter un couteau dans l’abdomen d’un vieillard, créancier et romancier à ses heures. Pensant le tuer, cet homme, se trouvant être son secrétaire, n’a fait que planter un mort. Mais alors qui a tué le cadavre ? |                                                                                                  |                                              |                                                    |                       |
| 836 | Tension dans un girls band - 1re partie (files : 936-938/tomes : 88-89)                          | 仲の悪いガールズバンド(前編)                 | Nakanowarui gāruzubando (zenpen)                   | 15 octobre 2016       |
| 837 | Tension dans un girls band - 2e partie (files : 936-938/tomes : 88-89)                           | 仲の悪いガールズバンド(後編)                 | Nakanowarui gāruzubando (kōhen)                    | 22 octobre 2016       |
| Inspirée par un film, Sonoko veut monter un groupe avec Ran, Masumi et Amuro. Ils partent répéter dans un studio mais la salle est occupée. Là, ils rencontrent un girl band. Alors que la batteuse est partie faire une sieste au studio, elle est retrouvée morte. Pendant l’enquête, Masumi se montre soupçonneuse envers Amuro qu’elle rencontre, et fait des révélations sur Akaï et un mystérieux Scotch. |                                                                                                  |                                              |                                                    |                       |
| 838 | Un étrange accident de montgolfière                                                              | ふんわり気球で怪事件                         | Funwari kikyū de kai jiken                         | 5 novembre 2016       |
| Sonoko invite Ran et Conan à participer en invités à une course de Montgolfières organisée par sa famille. Avant le départ, une rixe éclate entre le champion et son principal concurrent. La rixe continue au point de créer un drame matériel et humain. |                                                                                                  |                                              |                                                    |                       |
| 839 | La voix résonnante du Tengu                                                                      | 天狗の声が聞こえる                           | Tengu no koe ga kikoeru                            | 12 novembre 2016      |
| Dans la grotte du Tengu, divinité japonaise, se trouve un sanctuaire. En attendant le bus qui va les ramener chez eux, Kogorô, sa fille et Conan partent visiter la grotte. Mais sur place, un cadavre se décroche du temple. Conan enquête, le souffle du Tengu répondra. |                                                                                                  |                                              |                                                    |                       |
| 840 | Le cadeau d'adieu                                                                                | 最後の贈り物                                 | Saigo no okurimono                                 | 19 novembre 2016      |
| Il y 2 jours à Tonkoro, un meurtre a été commis. La suspecte a été arrêtée car elle semblait avoué le crime. Mais voilà que Kogorô s’en mêle et affirme qu’elle est innocente. Le diable se niche dans les détails. |                                                                                                  |                                              |                                                    |                       |
| 841 | Un arrêt de bus sous la pluie                                                                    | 雨の交差点                                   | Ame no kōsaten                                     | 26 novembre 2016      |
| Par un temps de pluie, Conan et Kogorô rentrent à l'agence. Près d'un arrêt de bus, il constatent la scène d'un accident de la route. Si le chauffeur est indemne, le piéton, lui, est mort. C'est un tragique accident. Tragique ? Accident ? Pas pour notre héros, non. |                                                                                                  |                                              |                                                    |                       |
| 842 | Au tournant d'une balade en amoureux                                                             | ドライブデートの別れ道                       | Doraibudēto no wakaremichi                         | 10 décembre 2016      |
| Sur la volonté de Ran, Conan est chargé de surveiller Mouri à la suite de l'interception d'un petit plan secret. Kogoro doit se rendre à une petite balade au caractère intimiste avec une femme. Cette folle après-midi champêtre promet des éclats. |                                                                                                  |                                              |                                                    |                       |
| 843 | Les Détectives Boys dans le brouillard - 1re partie (files : 939-941/tome : 89)                  | 探偵団はヤブの中（前編）                     | Tantei-dan wa Yabu no naka (zenpen)                | 17 décembre 2016      |
| 844 | Les Détectives Boys dans le brouillard - 2e partie (files : 939-941/tome : 89)                   | 探偵団はヤブの中（後編）                     | Tantei-dan wa Yabu no naka (kōhen)                 | 24 décembre 2016      |
| Nouvelle enquête pour les détectives Boys ! Le professeur Agasa a gagné des réductions pour un grand magasin et l’un de ses restaurants. Mais le chef de ce dernier se fait poignarder. Les détectives arrivent à arrêter 3 suspects, mais voilà que leurs 3 témoignages diffèrent. En plus de devoir lever le brouillard qui pèse sur cette affaire, Conan s’interroge sur les raisons de la présence de Masumi dans son entourage, et s’interroge sur une ressemblance très troublante. |                                                                                                  |                                              |                                                    |                       |